# ألعاب فيسبيك للشباب 2003
ألعاب فيسبيك للشباب 2003 أو ألعاب فيسبيك للشباب الأولى والوحيدة في التاريخ، كانت حدثاً إقليمياً متعدد الرياضات للشباب المعاقين في آسيا والمحيط الهادئ أقيم في هونغ كونغ، الصين في الفترة من 23 إلى 27 سبتمبر 2003. شارك حوالي 314 رياضياً من 15 دولة مشاركة في الألعاب التي شملت 5 رياضات. كانت هونغ كونغ الدولة الوحيدة التي تستضيف ألعاب فيسبيك للشباب، وكانت هذه هي المرة الأولى والوحيدة التي استضافت فيها هونغ كونغ هذا الحدث. افتتح تونغ تشو هوا الألعاب في ملعب ما أون شان الرياضي. لاحقاً، انحل كل من منظمة فيسبيك والحدث رسمياً في 2006، وخلفتهما اللجنة البارالمبية الآسيوية والألعاب الآسيوية البارالمبية للشباب على التوالي.

## التنظيم

### التطوير والتحضيرات
تشكلت لجنة تنظيم دورة ألعاب فيسبيك للشباب 2003 للإشراف على تنظيم الألعاب.

### الملاعب
ُقيمت الألعاب على 4 ملاعب:
| المدينة                  | ملعب المنافسات                      | الرياضات |
| هونغ كونغ                |                                     |          |
| ملعب ما أون شان الرياضي  | ألعاب القوى، حفل الافتتاح والاختتام |          |
| مركز كولون بارك الرياضي  | كرة الريشة، كرة الطاولة             |          |
| مركز يوين وو رود الرياضي | بوتشيا                              |          |
| حمام سباحة كولون بارك    | السباحة                             |          |

## الألعاب

### الدول المشاركة
- الصين (41)
- هونغ كونغ (75)
- الهند (6)
- إندونيسيا (5)
- اليابان (29)
- كوريا الجنوبية (29)
- ماكاو (9)
- ماليزيا (48)
- الفلبين (4)
- سنغافورة (19)
- سريلانكا (7)
- تايلاند (20)
- تونغا (1)
- تايبيه الصينية (6)
- فيتنام (3)

### الرياضات
- ألعاب القوى
- كرة الريشة
- بوتشيا
- السباحة
- كرة الطاولة

### جدول الميداليات
*   البلد المضيف ( هونغ كونغ)
| المرتبة | فريق                 | ذهبية | فضية | برونزية | المجموع |
| ------- | -------------------- | ----- | ---- | ------- | ------- |
| 1       | الصين (CHN)          | 74    | 18   | 3       | 95      |
| 2       | ماليزيا (MAS)        | 36    | 36   | 27      | 99      |
| 3       | اليابان (JPN)        | 31    | 16   | 10      | 57      |
| 4       | هونغ كونغ (HKG)      | 29    | 46   | 39      | 114     |
| 5       | كوريا الجنوبية (KOR) | 19    | 19   | 8       | 46      |
| 6       | تايلاند (THA)        | 16    | 24   | 12      | 52      |
| 7       | تايبيه الصينية (TPE) | 10    | 8    | 3       | 21      |
| 8       | ماكاو (MAC)          | 8     | 2    | 4       | 14      |
| 9       | فيتنام (VIE)         | 7     | 2    | 3       | 12      |
| 10      | الهند (IND)          | 5     | 9    | 10      | 24      |
| 11      | سنغافورة (SIN)       | 3     | 5    | 6       | 14      |
| 12      | سريلانكا (SRI)       | 0     | 5    | 6       | 11      |
| 13      | إندونيسيا (INA)      | 0     | 2    | 1       | 3       |
| 14      | الفلبين (PHI)        | 0     | 1    | 1       | 2       |
| 15      | تونغا (TGA)          | 0     | 0    | 0       | 0       |
| المجموع | المجموع              | 238   | 193  | 133     | 564     |